# Ophisops
Ophisops è un genere di lucertole della famiglia Lacertidae.

## Tassonomia
Comprende le seguenti specie:
- Ophisops beddomei (Jerdon, 1870)
- Ophisops elbaensis Schmidt & Marx, 1957
- Ophisops elegans Ménétries, 1832
- Ophisops jerdonii Blyth, 1853
- Ophisops leschenaultii (Milne-Edwards, 1829)
- Ophisops microlepis Blanford, 1870
- Ophisops minor (Deraniyagala, 1971)
- Ophisops occidentalis (Boulenger, 1887)